# Zona Sur
De Zona Sur (Nederlands: Zuidelijke Zone) is een van de vijf traditionele geografische regio's van Chili.
De Zona Sur ligt in het midden-zuiden van Chili, tussen de 38e en de 43e breedtegraad, ten zuiden van de Zona Central en ten noorden van de Extremo Sur. De Zona Sur omvat de bestuurlijke regio's Araucanië, Los Ríos en het noordelijke deel van Los Lagos. De noordgrens wordt gevormd door de Bío-Bío-rivier, die tot 1861 de de facto zuidgrens van Chili vormde, de Zona Sur was destijds in handen van de Mapuche. In dat jaar besloot president José Joaquín Pérez over te gaan tot de verovering en kolonisatie van de regio, de 'Pacificatie van Araucanië', die in 1883 volooid was.
De Zona Sur is het vochtigste gebied van Chili. Het heeft daarom een groen uiterlijk en is geschikt voor landbouw en bosbouw en kenmerkt zich door talloze meren. Steden in de Zona Sur zijn Angol, La Unión, Osorno, Puerto Montt, Temuco en Valdivia.

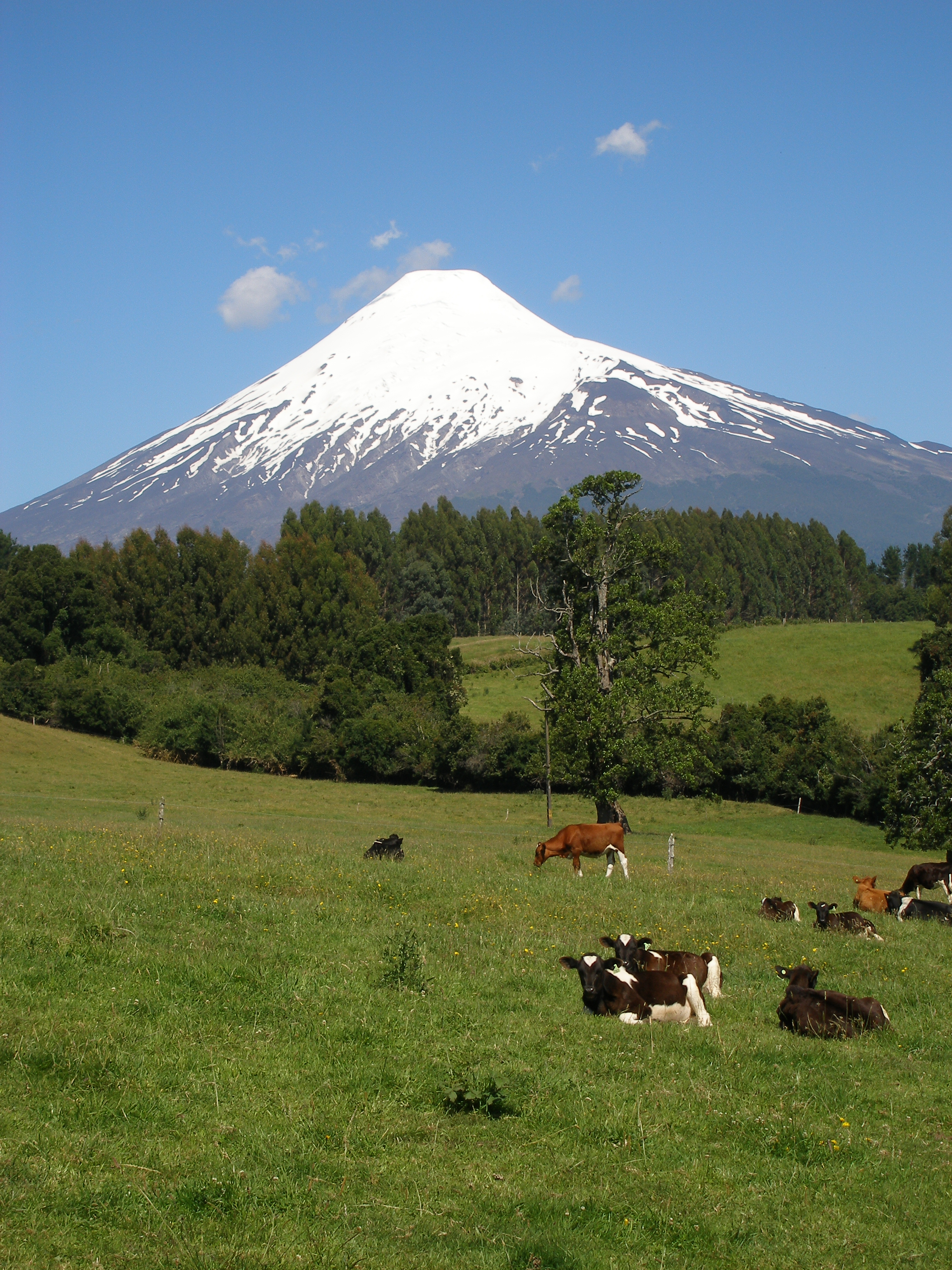
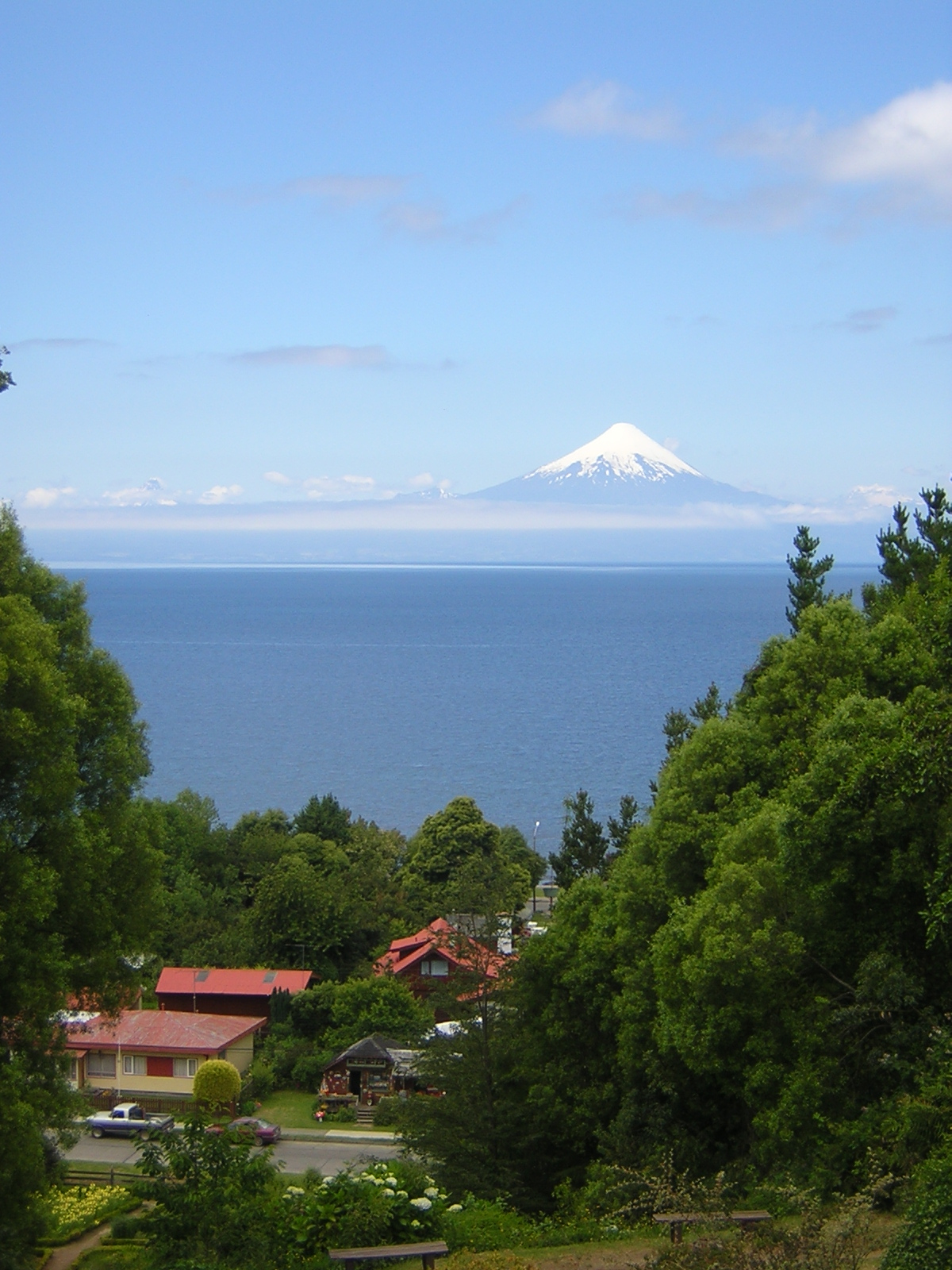
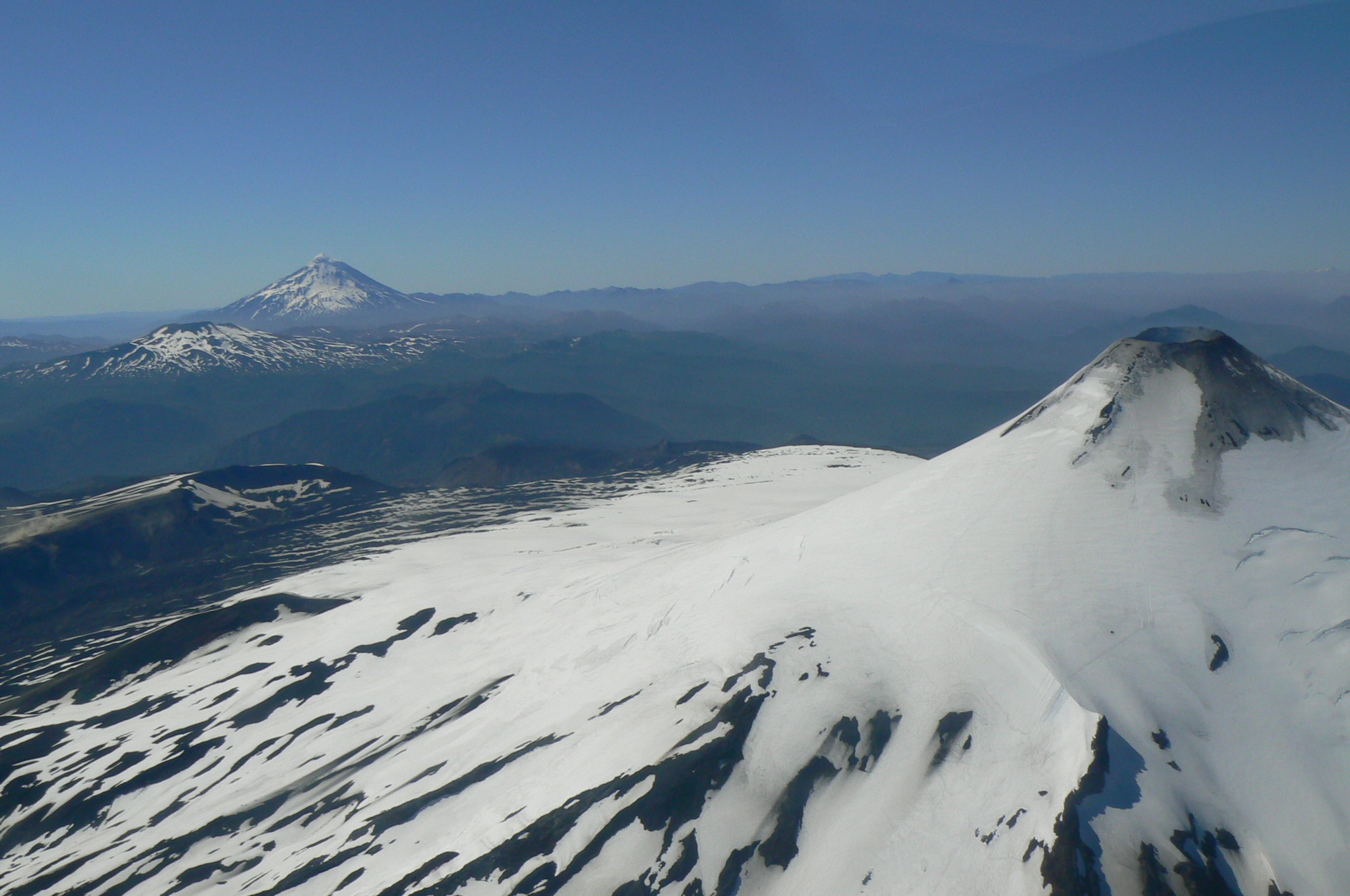
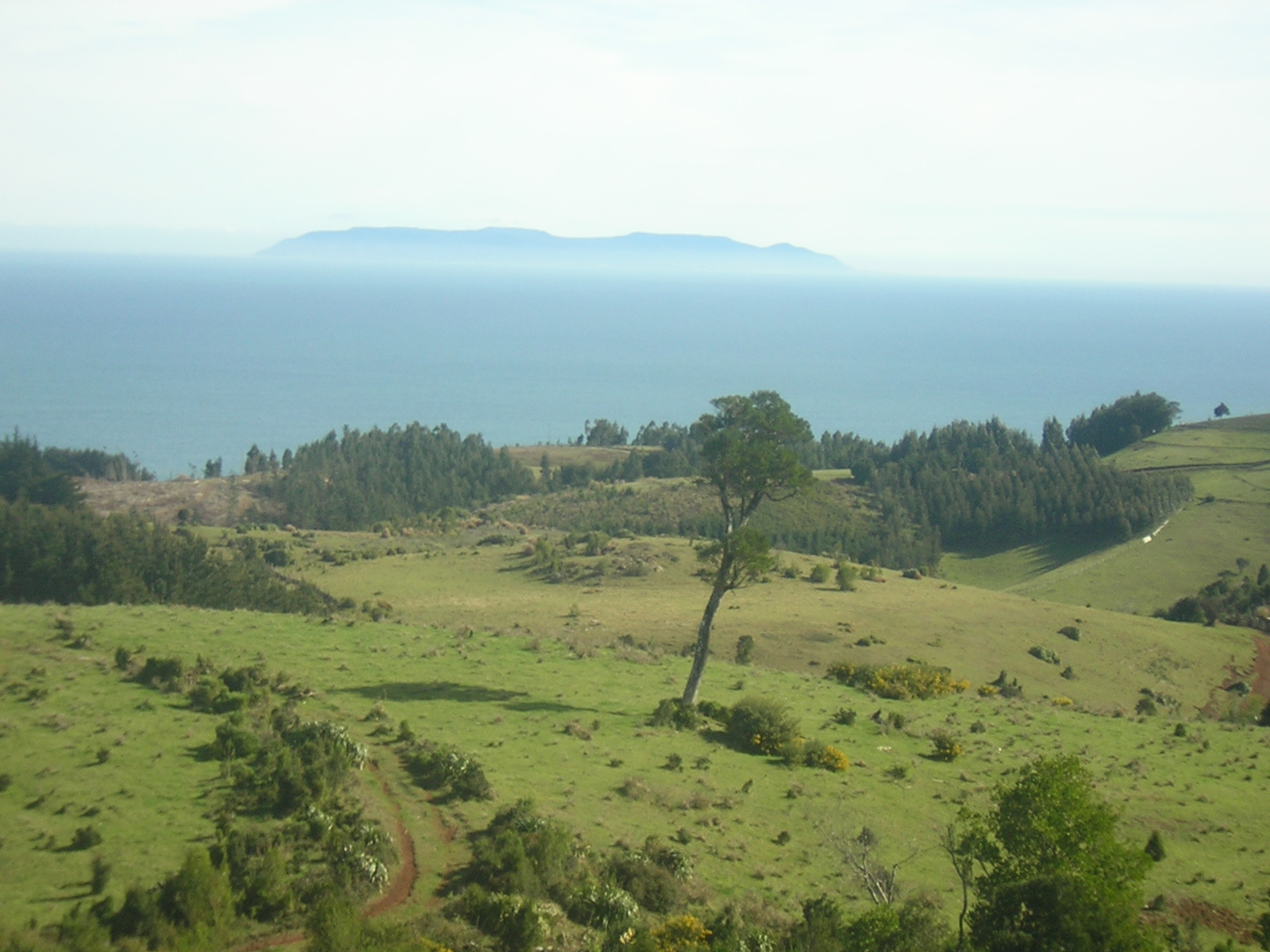
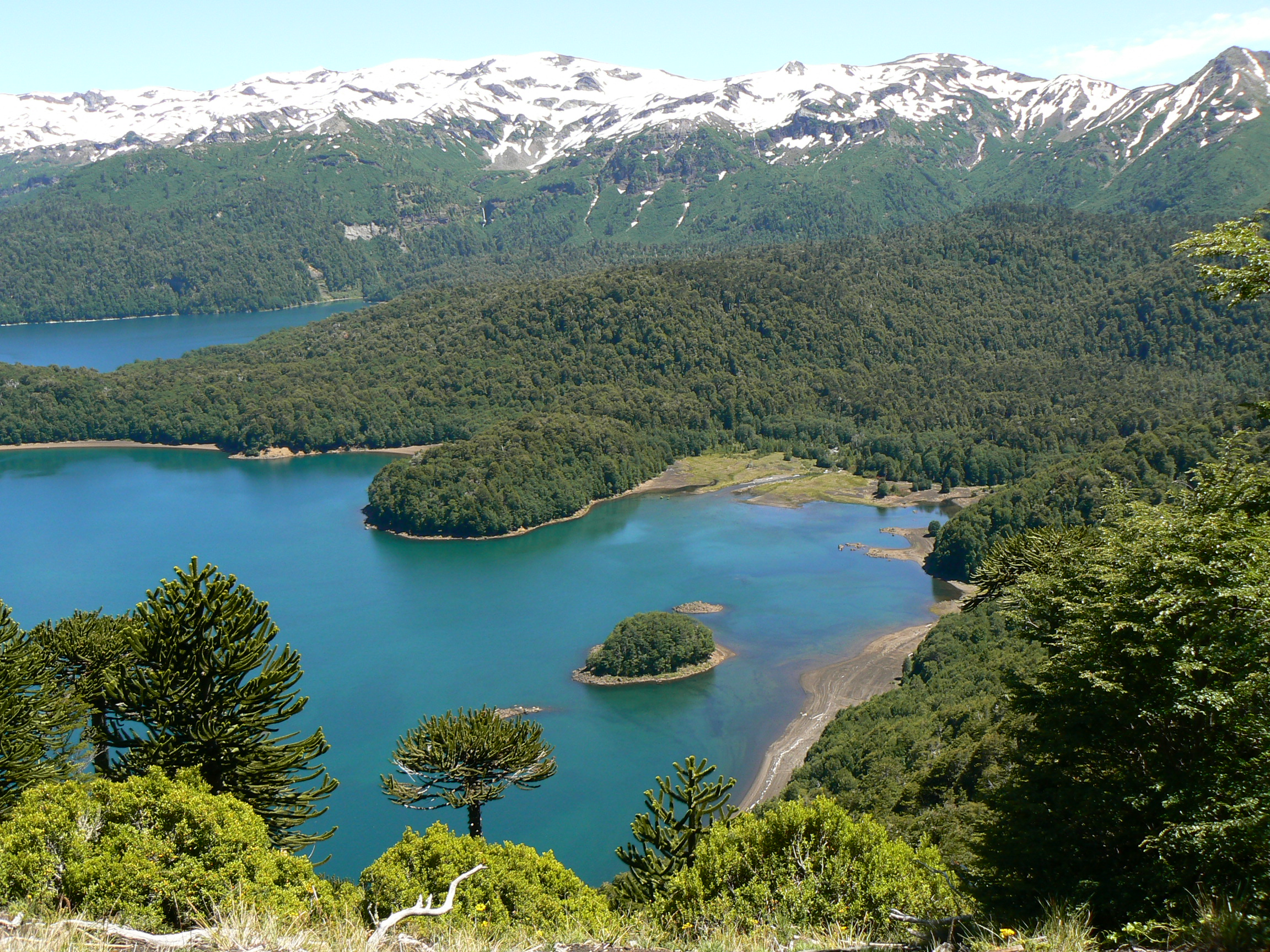
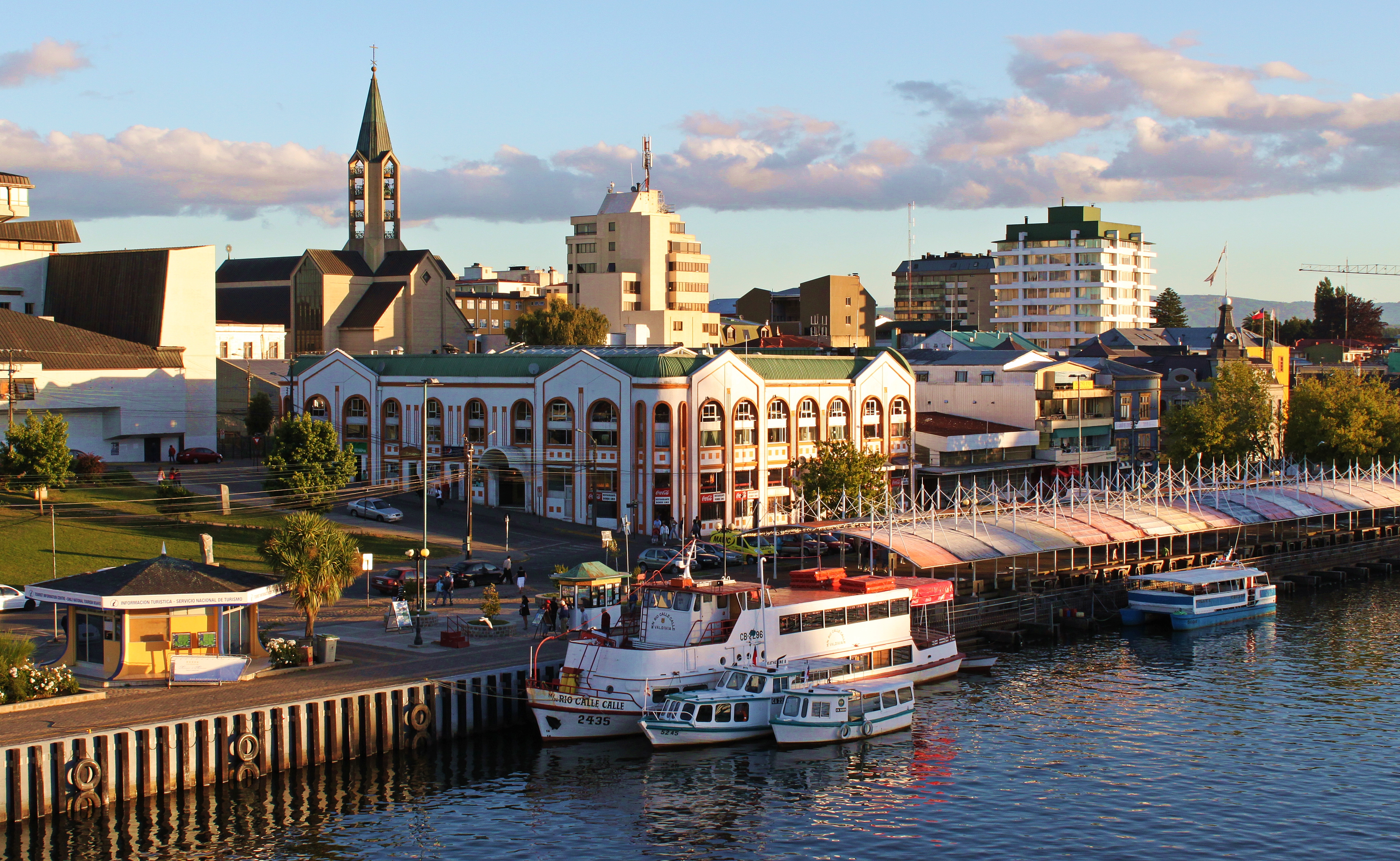
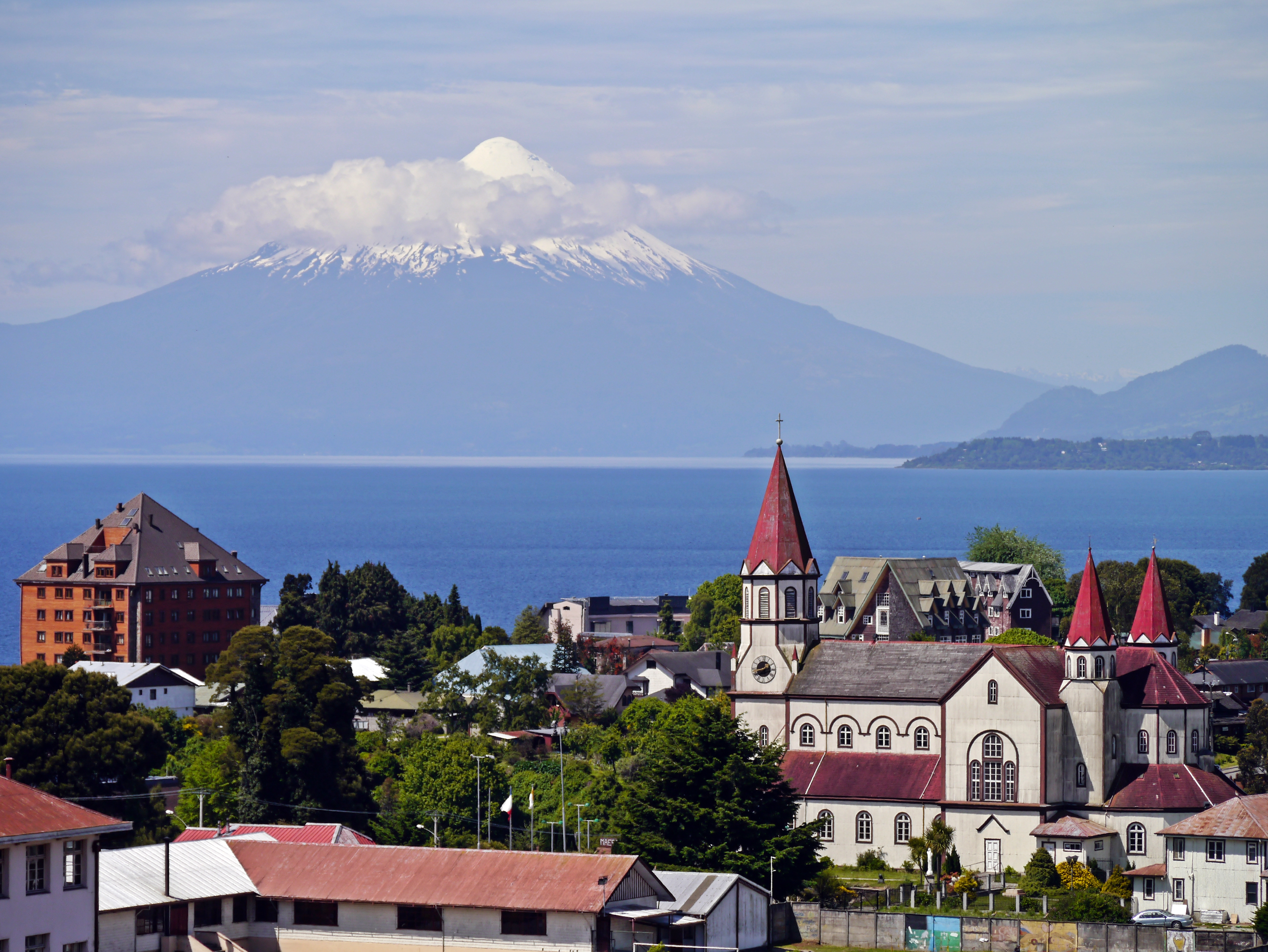

Norte Grande · Norte Chico · Zona Central · Zona Sur · Extremo Sur
Chileens-Antarctica · Insulair Chili